# Higienópolis
Higienópolis és un barri de la Zona Nord del municipi de Rio de Janeiro.
El seu IDH, l'any 2000, era de 0,882, el 33è millor del municipi de Rio.

## Història
L'any 1936, la Immobiliària Hygienópolis llançava la inversió denominada "Loteamento Cidade Jardim Hygienópolis", en les terres pertanyents a la Hisenda del Botelho.
Per a incrementar les vendes dels terrenys, la immobiliària va utilitzar d'una estratègia interessant: va iniciar per compte propi la construcció de diverses cases al llarg de la Avinguda dos Democráticos, des de la cantonada de l'actual Carrer Darke de Matos, en el sentit de Tenente Abel Cunha, a fi de demostrar a la persones que per allí passaven, en tramvia, que els primers terrenys ja havien estat venuts i seus propietaris iniciaven la construcció de les seves cases per a viure en aquest nou barri que naixia.
I l'estratègia va donar efecte, l'interès de les persones per construir va començar a créixer, fins que un comerciant portuguès, Justino Varella Durão, va realitzar la compra dels quatre primers lots, la dels quals va ser signada el 21 de novembre de 1936.
A partir d'aquí, les parcel·les van començar a ser venudes. Els de la part baixa per als compradors de millor poder adquisitiu, els de la part alta - per tenir preus més accessibles - per als de menys possibles.
Aquestes parcel·les estaven molt demanades per part d'immigrants portuguesos, italians i grecs, que es van convertir en un gran contingent d'habitants d'aquest barri. Una gran part va prosperar, construint les belles cases que avui el barri posseeix, fent del barri una zona anomenada molt de temps "La Perla de la Leopoldina"."
Els límits del barri estan clarament definits: Avinguda Do Hélder Càmera (antiga avinguda Suburbana), carrer José Rubino, Avinguda dos Democráticos i la Carretera del Timbó. El barri encara és tallat per la Línia Groga. Higienópolis limita amb els barris de Bonsucesso, Manguinhos, Jacarezinho, Maria da Graça, Del Castilho, Inhaúma i Complexo do Alemão.

## Dades
El barri de Higienópolis forma part de la regió administrativa d'Inhaúma. Els barris integrants de la regió administrativa són: Higienópolis, Del Castilho, Engenho da Reina, Inhaúma, Maria da Graça i Tomás Coelho.